# Forum Holitorium

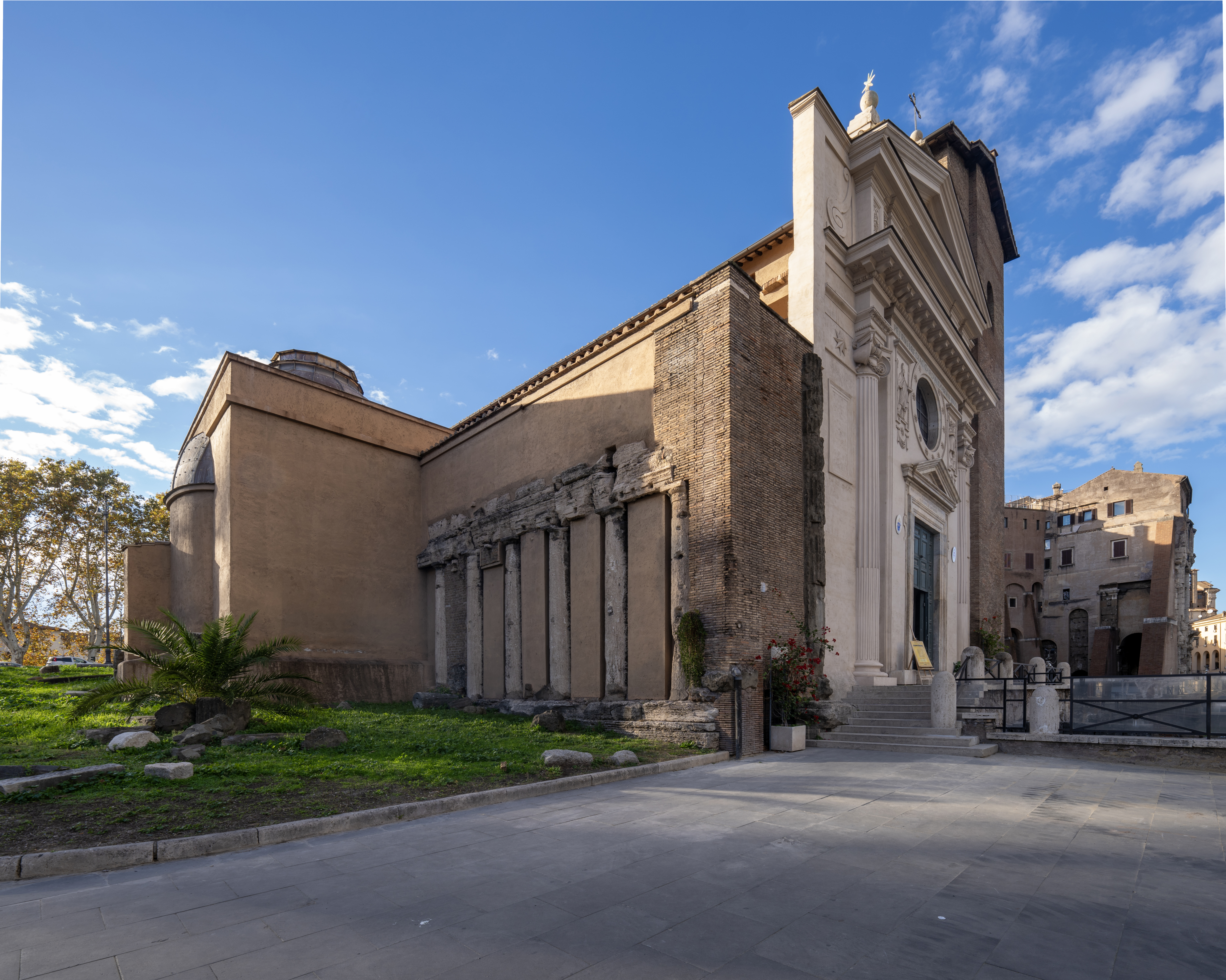
Bazylika św. Mikołaja w Więzieniu z pozostałościami świątyni Spes

Forum Holitorium – niewielkie forum w Rzymie, położone pomiędzy zboczem Kapitolu, teatrem Marcellusa a portem handlowym nad brzegiem Tybru.
Utworzone w okresie wczesnej republiki, leżące poza obrębem murów serwiańskich forum pełniło pierwotnie funkcję targu warzywnego, o czym świadczy jego łacińska nazwa. W III i II wieku p.n.e. wzniesiono na forum trzy świątynie, poświęcone Janusowi, Spes (Nadziei) i Junonie Sospita, których przylegające do bazyliki św. Mikołaja w Więzieniu i częściowo wkomponowane w jej strukturę ruiny zachowały się do dzisiaj.
Najstarszymi świątyniami na forum były świątynie Janusa i Spes. Pierwszą z nich ufundował około 260 roku p.n.e., jako wotum po zwycięskiej bitwie morskiej pod Mylae, konsul Gajusz Duiliusz. Była to posadowiona na betonowym podium obłożonym trawertynem budowla o wymiarach 26×15 m, wzniesiona w formie perypteru sine postico (czyli bez tylnej kolumnady). W 17 roku n.e. budowla została odrestaurowana przez Tyberiusza. Wzniesiona mniej więcej w tym samym czasie co świątynia Janusa świątynia Spes ufundowana została przez Aulusa Atyliusza Kalatinusa. Był to perypter w porządku doryckim o wymiarach 25×11 m. Posiadał sześć kolumn od frontu i po jedenaście po bokach. Po pożarze z 213 roku p.n.e. świątynia została odrestaurowana w 212 roku p.n.e. i ponownie w 17 roku n.e. Świątynia Junony Sospita, najmłodsza z trzech, ufundowana przez Gajusza Korneliusza Cethegusa, została wzniesiona między 197 a 194 rokiem p.n.e. i przebudowana w 90 roku p.n.e. na zlecenie Cecylii Metelli. Była to posadowiona na podium budowla w formie perypteru w porządku jońskim o wymiarach 30×15 m.
Poza wymienionymi wyżej trzema świątyniami, między 191 a 181 rokiem p.n.e. z inicjatywy konsula Maniusza Acyliusza Glabriona i jego syna wybudowano także czwartą świątynię, dedykowaną Pietas (Pobożności), którą później, w 44 roku p.n.e., rozebrano w związku z budową teatru Marcellusa.